# Corrado Rustici
Corrado Rustici (Napoli, 26 settembre 1955) è un cantautore, chitarrista e produttore discografico italiano.

## Biografia
Nato a Napoli in una famiglia di talenti musicali cresce con i fratelli Danilo e Luca e , all'inizio degli anni settanta, fonda il gruppo dei Cervello. Dopo varie esibizioni dal vivo, la band ottiene un contratto discografico con la Dischi Ricordi, e successivamente pubblicano il loro primo e unico album dal titolo Melos, di cui Rustici è anche produttore. L'album ottiene uno scarso riscontro commerciale tanto che Rustici lascia la band; continua a collaborare con il fratello al suo nuovo progetto, gli Uno.

### Anni '70
Nel 1974 entra nel gruppo dei Nova, con i quali si trasferisce a Londra. Ottengono un contratto con Arista Records e negli anni successivi pubblicano quattro album: Blink, Vimana, Wings of Love e Sun City. Questo permette a Rustici di conoscere molti artisti e produttori della scena musicale inglese. I lavori dei Nova ottengono un buon successo anche in America, tanto che Rustici decide di trasferirsi negli Stati Uniti. Dopo la pubblicazione del loro quarto album, lascia la band e da New York si trasferisce a Los Angeles e successivamente a San Francisco, dove entra in contatto con la ricca scena musicale. Nel 1976 collabora con Alan Sorrenti.

### Anni '80
All'inizio degli anni ottanta si interessa di tecniche di produzione, e collabora con vari artisti, tra cui Aretha Franklin, George Michael, Whitney Houston, Herbie Hancock. Nel 1985 torna in Italia e collabora all'album Zucchero & The Randy Jackson Band di Zucchero Fornaciari. Questo segna l'inizio di un lungo sodalizio con il cantautore emiliano. Collabora anche con Loredana Bertè e Renato Zero.
Tornato negli Stati Uniti, partecipa all'album di debutto di Whitney Houston, all'album Who's Zooming Who di Aretha Franklin e a While the City Sleeps di George Benson cura gli arrangiamenti del brano Rispetto di Zucchero Fornaciari. Nel 1987 partecipa al secondo album di Whitney Houston e a No Protection degli Starship. Sotto la produzione esecutiva e la supervisione di Michele Torpedine, produce e arrangia Blue's e Oro incenso e birra di Zucchero Fornaciari, successivamente produce il brano Senza una donna e partecipa in veste di chitarrista e direttore musicale ai vari tour di Zucchero Fornaciari, come per esempio la serie di concerti alla Royal Albert Hall di Londra al fianco di Eric Clapton durante l'Oro, Incenso e Birra Tour.
Nel 1988 produce e arrangia l'album Io per Loredana Bertè, registrato a San Francisco.

### Anni '90
Sempre per Zucchero Fornaciari produce i successivi due album Miserere e Spirito DiVino. Nel 1991 produce e collabora ai testi e alle musiche di alcuni brani del disco di Enzo Avitabile dal titolo omonimo.
Nel 1995 pubblica il suo primo lavoro da solista The heartist e produce e suona nell'album dei Tazenda Fortza Paris, l'ultimo album di inediti dove compare Andrea Parodi. Nello stesso anno, grazie a Caterina Caselli, conosce Elisa e decide di tornare con lei in California per lavorare al suo album d'esordio Pipes & Flowers. Due anni dopo produce l'album Prendere e lasciare di Francesco De Gregori.
Nel 1999 è nuovamente produttore dell'album Bluesugar di Zucchero, e di alcuni brani dell'album Viaggiatore sulla coda del tempo di Claudio Baglioni. Nel 2000 produce Serendipity della Premiata Forneria Marconi.

### Anni 2000
Nel 2001 produce il brano Luce (tramonti a nord est) (il cui testo è co-scritto da Zucchero Fornaciari) di Elisa, che vince il Festival di Sanremo e successivamente il suo album Then Comes the Sun. Nel 2003 firma un contratto come produttore e consulente per la Sugar Music di Caterina Caselli, grazie al quale produce quattro brani dei Negramaro e tre per Andrea Bocelli. Il 2001 è anche l'anno di Shake, ultima produzione per Zucchero, con il quale tuttavia non smetterà di frequentarsi.
Nel 2005 torna a lavorare con i Negramaro per il loro Mentre tutto scorre, album che diventerà disco di platino. Produce il brano Permission di Giulia Ottonello e collabora con il cantautore Moltheni alla stesura del testo nella versione italiana Spezzami il cuore.
Nel 2006 produce l'album degli Ameba4, che nel corso dello stesso anno partecipano al Festival di Sanremo. Nello stesso anno produce l'album Soundtrack '96-'06 di Elisa. Nello stesso anno pubblica Deconstruction of a post modern musician, dove scrive, produce e suona undici tracce con l'intervento di alcuni artisti con cui aveva collaborato come Elisa nel brano Rage & dust, Giuliano Sangiorgi dei Negramaro nel brano Maledette stelle, Allan Holdsworth nel brano Tantrum to blind, Paul McCandless dei Oregon nei brani 100 famous notes e Spirals of light e Fabio Properzi degli Ameba4 nel brano Chiudi gli occhi.
Nel 2007 produce l'album La finestra dei Negramaro che diventa disco di platino. Nel 2007 produce l'album Caterpillar di Elisa - versione internazionale dell'album Soundtrack '96-'06. Nel 2007 produce l'album Ferro e cartone di Francesco Renga.
Terminata la sua collaborazione esclusiva con la Sugar, nel 2007 produce i due brani inediti Niente paura e Buonanotte all'Italia dell'album Primo tempo di Luciano Ligabue. Il 12 novembre 2007, con Niente paura, L'immenso dei Negramaro e Ferro e cartone di Francesco Renga, diventa il primo produttore/arrangiatore a conquistare contemporaneamente i primi tre posti della classifica Nielsen, con tre artisti diversi.
Nel febbraio 2008 produce il brano Il centro del mondo dell'album Secondo tempo di Luciano Ligabue. Nel settembre 2008 riceve il premio di Produttore dell'anno dalla rivista InSound.

### Anni 2010
Nel febbraio 2010 produce l'album d'esordio di Romeus.
Nel 2010 produce l'album Arrivederci, mostro! di Luciano Ligabue. Il singolo Un colpo all'anima e l'album, entrano al primo posto delle classifiche Nielsen e vi rimangono per 13 settimane consecutive. Arrivederci, mostro! è l'album più venduto del 2010 e riceve il disco di diamante.
Nel gennaio del 2011 il brano Luce di Elisa, prodotta e arrangiata da Corrado, viene votata come Miglior canzone del decennio in Italia. Il 16 febbraio 2011 produce Il mare immenso, certificato disco d'oro, e Deja vù dell'album Il mio universo di Giusy Ferreri; il 22 marzo 2011 produce l'intero l'album di Noemi (fatta eccezione per il singolo Vuoto a perdere), RossoNoemi (riedito poi nel 2012 come RossoNoemi - 2012 Edition) certificato disco di platino con oltre 60 000 copie vendute. Per Noemi produce anche i singoli Odio tutti i cantanti e Poi inventi il modo. Nel 2012 Noemi partecipa al Festival di Sanremo 2012 con Sono solo parole classificandosi terza; il singolo, prodotto da Rustici, viene certificato disco di platino. Corrado Rustici produce anche il singolo successivo In un giorno qualunque.
Nell'aprile 2013 produce l'album Come in cielo così in guerra di Cristiano De André.
Nell'aprile 2014 è ospite in una data dell'Americana Tour di Zucchero. Il 3 settembre 2014 pubblica il CD/DVD Blaze and Bloom - Live in Japan, come Corrado Rustici Trio, con Steve Smith (batterista) e Peter John Vettese alle tastiere.
Nel novembre 2015 produce Hercules di Virginio.
Nel giugno 2016 pubblica l'album da solista Aham, in seguito al quale parte un tour italiano, con ospiti come Elisa e Zucchero, sue vecchie conoscenze.
Nel 2017 è ospite in una data del Black Cat World Tour di Zucchero.
Nel luglio del 2017 riforma il gruppo dei Cervello con i quali si esibisce in un concerto al Tsutaya O-east di Tokyo.
Nel giugno 2018 produce e arrangia Resta quel che resta di Pino Daniele, di cui è anche co-autore.
Nel gennaio del 2019 produce e pubblica il CD/DVD "Cervello - Live in Tokyo 2017". A giugno 2019 esce For the beauty of this wicked world (Corrado Rustici/A-train entertainment) pubblicato a quattro mani con il chitarrista Peppino D'Agostino.

### Anni 2020
A luglio 2021 esce il nuovo disco solista Interfulgent che si avvale della collaborazione di Alex Argento, che ha suonato le tastiere sulla maggior parte dei brani, tranne The man from Yorkshire, Khetwadi Lane e G. on a sunny day, eseguiti interamente da Corrado Rustici.
Nel 2024 produce l'EP del chitarrista "Filippo Bertipaglia".
Nel maggio 2024 pubblica il suo primo libro "Breviario del produttore artistico" edizioni Volontè e Co.
Nel novembre 2024 produce e arrangia Sailing, Set Fire to the Rain, Moonlight Shadow e una nuova versione di Senza una donna, per Discover II di Zucchero.

## Discografia

### Da solista
- 1995 - The Heartist.
- 2006 - Deconstruction of a Post Modern Musician
- 2014 - Blaze and Bloom - Live in Japan
- 2016 - Aham
- 2019 - For the beauty of this wicked world (con Peppino D'Agostino)
- 2021 - Interfulgent

### Con i Cervello
- 1973 - Melos
- 2018 - Live in Tokyo 2017

### Con i Nova
- 1975 - Blink
- 1976 - Vimana
- 1977 - Wings of Love
- 1978 - Sun City

### Come musicista, autore o produttore
Con Renato Zero 
- 1981 - Artide Antartide
- 1982 - Via Tagliamento
- 1984 - Leoni si nasce

 Con Loredana Bertè 
- 1988 - Io

 Con Claudio Baglioni 
- 1999 - Viaggiatore sulla coda del tempo

 Con John G. Perry 
- 1976 - Sunset Wading
- 1977 - Seabird (Pubblicato 1994)

 Con Narada Michael Walden 
- 1979 - The Dance of Life
- 1980 - Victory
- 1982 - Confidence
- 1983 - Looking at You, Looking at Me
- 1985 - The Nature of Things
- 1988 - Divine emotion

 Con Herbie Hancock 
- 1982 - Light Me Up

 Con Whitney Houston 
- 1985 - Whitney Houston
- 1987 - Whitney

 Con Aretha Franklin 
- 1985 - Who's Zoomin' Who?
- 1986 - Aretha

 Con George Benson 
- 1986 - While the City Sleeps

 Con Larry Graham 
- 1985 - Fired Up

 Con Enzo Avitabile 
- 1991 - Enzo Avitabile

 Con Sister Sledge 
- 1981 - All American Girls

 Con Elton John 
- 1994 - True Love

 Con Starship 
- 1987 - No Protection

 Con Al Jarreau 
- 1992 - Heaven and Earth

 Con Dionne Warwick 
- 1985 - Friends

 Con Clarence Clemmons 
- 1985 - Hero

 Con Zucchero Fornaciari 
- 1985 - Zucchero & The Randy Jackson Band
- 1986 - Rispetto
- 1987 - Blue's
- 1989 - Oro, incenso e birra
- 1990 - Zucchero
- 1992 - Miserere
- 1995 - Spirito DiVino
- 1996 - The Best of Zucchero Sugar Fornaciari's Greatest Hits
- 1998 - Blue Sugar
- 2001 - Shake
- 2024 - Discover II

 Con i Tazenda 
- 1995 - Fortza Paris

 Con Francesco De Gregori 
- 1996 - Prendere e lasciare

 Con Elisa 
- 1997 - Pipes & Flowers
- 2001 - Luce (tramonti a nord est)
- 2001 - Then Comes the Sun
- 2006 - Soundtrack '96-'06
- 2007 - Caterpillar

 Con I Muvrini 
- 1998 - Leia

 Con Andrea Bocelli 
- 2004 - Andrea

 Con i Negramaro 
- 2004 - 000577
- 2005 - Mentre tutto scorre
- 2007 - La finestra

 Con gli Ameba4 
- 2006 - ameba4

 Con Romeus 
- 2010 - Romeus

 Con Luciano Ligabue 
- 2007 - Niente paura
- 2007 - Buonanotte all'Italia
- 2008 - Il centro del mondo
- 2010 - Arrivederci, mostro!
- 2011 - Campovolo 2.011

 Con Giusy Ferreri 
- 2011 - Il mare immenso (singolo)
- 2011 - Deja vù (brano musicale)

 Con Noemi 
- 2011 - RossoNoemi (produce l'intero album tranne il singolo apripista Vuoto a perdere)
- 2011 - Odio tutti i cantanti (singolo)
- 2011 - Poi inventi il modo (singolo)
- 2012 - Sono solo parole (singolo)
- 2012 - RossoNoemi - 2012 Edition (riedizione di RossoNoemi)
- 2012 - In un giorno qualunque (singolo)

 Con Cristiano De André 
- 2013 - Come in cielo così in guerra

 Con Pino Daniele 
- 2018 - Resta quel che resta (singolo)

Con Roberta Giallo 
- 2024 - Reminiscenze

 Con Filippo Bertipaglia 
- 2024 - Mysterious path